# Grand Cane
Grand Cane – wieś w Stanach Zjednoczonych, w stanie Luizjana, w parafii DeSoto.